# 프로스타글란딘
프로스타글란딘(prostaglandin, PG)은 프로스탄산 골격을 가지는 일련의 생리 활성 물질을 말한다. 아라키돈산에서 생합성 되는 에이코사노이드의 하나로 다양하고 생리 활성을 갖는다. 프로스타글란딘과 트롬복산을 아울러 프로스타노이드라고 일컫는다.

## 발견
1933년 Goldblatt, 그리고 1934년 울프 스판테 폰 오일러가 각각 발견했고, 1936년 처음 정액에서 분리되었다. 당시는 전립선 (prostate gland)에서 유래한 것으로 보고 prostaglandin라고 명명했다.

## 합성
프로스타글란딘은 인간의 다양한 조직이나 기관에서 유래된다. 먼저 포스포리파아제A2 의해 세포질에 아라키돈산이 유리된다. 아라키돈산에 사이클로옥시게나제2(COX-2)가 작용하면 아라키돈산 케스케이드에 들어가 프로스타글란딘G2(PGG2)가 합성 된 후 프로스타글란딘 또는 트롬복산 족이 합성된다. 아라키돈산에 리포키시게나제가 작용하면 류코트리엔 합성 계에 들어가 류코트리엔이 합성된다.
PGG2로부터 프로스타글란딘 또는 트롬복산이 합성된다. 1969년 코리가 프로스타글란딘 류의 합성을 완료했다.
NSAIDs는 콕스 활동을 억제하고 아라키돈 산에서 PGH2 합성을 억제하여 프로스타글란딘과 트롬복산 합성을 억제한다.
아스피린은 COX-2의 생성을 비가역적으로 차단함으로써 프로스타글란딘의 생합성을 감소시킨다.

## 프로스타글란딘의 종류와 주요 작용
- PGA : 혈압 저하 작용
- PGB : 혈압 저하 작용
- PGC : 혈압 저하 작용
- PGD2 : 혈소판 응집 작용 · 수면 유도 작용 (PDD 수용체)
- PGE1 : 동맥관을 여는 작용
- PGE2
  - 평활근 수축 작용 (EP 수용체 EP 1 특수형)
  - 말초 혈관 확장 작용 (EP 수용체 EP 2 특수형)
  - 발열 · 통각 전달 작용 (EP 수용체 EP 3 특수형)
  - 뼈 신생 골 흡수 작용 (EP 수용체 EP 4 하위 유형).
- PGF2α : 황체 퇴행 · 평활근 ( 자궁 · 기관지 · 혈관) 수축 작용 (FP 수용체). 축산 에서는 번식에 이용된다.
- PGG : 혈압 저하 작용 · 혈소판 응집 작용
- PGH 2 : 혈소판 응집 작용
- PGI 2 : 혈관 확장 작용 · 혈소판 합성 저해 작용 (IP 수용체).
- PGJ : 항 종양 작용